# Nordens demografi
Nordens demografi behandlar ämnen såsom nativitet, mortalitet och migration i de nordiska länderna Danmark, Finland, Island, Norge och Sverige samt de självstyrande områdena Färöarna, Grönland och Åland. De nordiska länderna har en relativt likartad demografisk struktur; åldrande befolkningar, nettoinvandring samt förhållandevis hög summerad fruktsamhet vid jämförelse med EU:s genomsnitt. Länderna är i regel glest befolkade med undantag för Danmark som har en hög befolkningstäthet.
År 2021 hade Färöarna Nordens högsta fruktsamhetstal på 2,3 barn per kvinna följt av Island, Grönland och Åland på 1,8 barn per kvinna. Lägst fruktsamhetstal hade Finland med 1,5 barn per kvinna.
Prognoser gör gällande att Nordens befolkning kommer att vara 29,5 miljoner år 2040.

## Historia
Nordens demografiska historia är präglad av perioder med skiftande mortalitet, nativitet och migration. 

## Migration
På samma sätt som andra demografiska fenomen i de nordiska länderna delar de liknande mönster av in- och utvandring. Under 1800-talet utvandrade  danskar, finländare, islänningar, norrmän och svenskar till Amerika. Mellan 1820 och 1920 emigrerade över två miljoner skandinaver till USA och enligt American Community Survey 2019 angav omkring 1,2 miljoner personer dansk härkomst, 650 tusen personer finländsk härkomst, 50 tusen personer isländsk härkomst, 4,3 miljoner personer norsk härkomst, 1,1 miljoner personer skandinaviskt härkomst och 3,5 miljoner personer svensk härkomst.
Historiskt sett har det förekommit befolkningsrörelser mellan de nordiska länderna, och dessa rörelser pågår fortfarande. I Sverige finns den nationella minoritetsgruppen sverigefinnar, som tillsammans med sina barn och barnbarn uppgår till ungefär 719 000 personer (2016). År 2021 fanns det omkring 39 tusen personer i Norge födda i Sverige.
| Land     | Danmark | Finland | Island | Norge   | Sverige | Totalt  |
| -------- | ------- | ------- | ------ | ------- | ------- | ------- |
| Polen    | 48 366  | 5 465   | 23 117 | 107 442 | 100 706 | 285 096 |
| Syrien   | 34 912  | 8 271   | 664    | 36 147  | 197 201 | 277 175 |
| Irak     | 22 059  | 21 725  | 451    | 23 356  | 145 586 | 213 177 |
| Iran     | 20 306  | 9 800   | 311    | 19 975  | 86 838  | 137 230 |
| Tyskland | 36 635  | 7 728   | 2 524  | 26 433  | 56 969  | 130 289 |
| Somalia  | 11 041  | 13 171  | 161    | 27 811  | 68 290  | 120 474 |
| Turkiet  | 34 632  | 10 117  | 150    | 14 295  | 56 871  | 116 065 |
| Rumänien | 39 380  | 5 039   | 2 505  | 16 664  | 36 738  | 100 326 |

## Urbanisering
Urbaniseringsgraden i de nordiska länderna skiljer sig något, men samtliga länder är urbaniserade till mer än 80 procent. 2023 var urbaniseringsgraden i Danmark och Finland 86 procent, på Grönland 88 procent, i Island 94 procent, i Norge 84 procent och i Sverige 89 procent.
| Nr | Tätort      | Land    | Invånare  | Yta km² | Befolkningstäthet invånare per km² | Referensdatum för angivet invånarantal |
| -- | ----------- | ------- | --------- | ------- | ---------------------------------- | -------------------------------------- |
| 1  | Stockholm   | Sverige | 1 617 407 | 422,43  | 3 828,82                           | 31 december 2020                       |
| 2  | Köpenhamn   | Danmark | 1 345 562 | 291,80  | 4 611,25                           | 1 januari 2022                         |
| 3  | Helsingfors | Finland | 1 340 363 | 721,35  | 1 858,13                           | 31 december 2021                       |
| 4  | Oslo        | Norge   | 1 064 235 | 276,05  | 3 855,23                           | 1 januari 2022                         |
| 5  | Göteborg    | Sverige | 607 882   | 230,92  | 2 632,44                           | 31 december 2020                       |
| 6  | Tammerfors  | Finland | 353 704   | 291,61  | 1 212,94                           | 31 december 2021                       |
| 7  | Malmö       | Sverige | 325 069   | 78,33   | 4 149,99                           | 31 december 2020                       |
| 8  | Århus       | Danmark | 285 273   | 98,40   | 2 899,40                           | 1 januari 2022                         |
| 9  | Åbo         | Finland | 283 305   | 285,38  | 992,73                             | 31 december 2021                       |
| 10 | Bergen      | Norge   | 267 117   | 90,60   | 2 948,31                           | 1 januari 2022                         |

## Språk

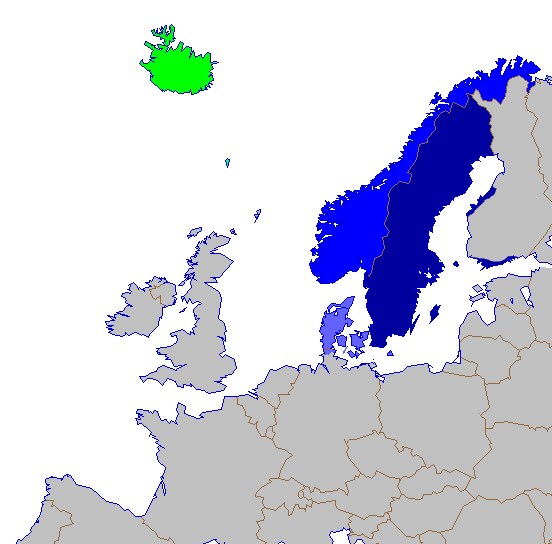
Nordiska språkFastlandsnordiska:
Danska
Norska
SvenskaÖnordiska:
Isländska och färöiska

I Norden talas flera språk varav flera med ömsesidig begriplighet dem emellan. I flera av länderna utbildas eleverna i andra nordiska länders språk, och i vissa delområden har dessa språk officiell minoritetsstatuts. Finland har obligatorisk svenskundervisning och Island har obligatorisk danskundervisning.